# 西多狮岛站
西多獅島站（朝鲜语：서다사도역；）曾为朝鲜铁路多狮岛线上的一个车站，位于平安北道盐州郡，废止时间不明。

## 历史
- 1939年10月31日：开始使用[1]。